# Антун Густав Матош
Антун Густав Матош (Товарник, 13. јун 1873 — Загреб, 17. март 1914) био је хрватски књижевник, фељтониста, есејиста и путописац.

## Биографија
Матош је рођен у Срему, а преселио се са родитељима у Загреб у другој години живота, па је имао обичај да каже да је „Буњевац поријеклом, Сремац родом, а Загрепчанин одгојем“. Мајка му је била Марија чији је деда Франц Шамс (1779—1839) био фармацеут у Петроварадину. До шестог разреда гимназије био је ученик горњоградске гимназије, а у седмом разреду је имао слабе оцјене, осим из физике, пропедеутике и хрватског језика. Покушај студирања на Војном ветеринарском факултету у Бечу свршио се неуспјехом. Године 1893. је отишао у војску, али је сљедеће 1894. дезертирао из Хрватске, најприје у Шабац, а затим у Београд. Како сам наводи, у Београду је током сљедеће три године и неколико мјесеци био „челист, па новинар, литерат“. У јануару 1898. године је преко Беча и Минхена отишао у Женеву, а одатле 1899. у Париз, гдје је остао пуних пет година. За то вријеме је написао најзначајнији дио своје прозе. Године 1904. опет је стигао у Београд, да би — још увијек као војни бјегунац — у три наврата потајно долазио у Загреб током 1905, 1906. и 1907. године. Коначно, 1908, послије тринаест година, помилован је и дефинитивно се вратио у Загреб. Из Загреба је повремено одлазио на путовања у Италију, где је у Риму написао „Римске Фељтоне“ његово последње дело.
Умро је од рака грла 1914. године у Загребу, оставивши иза себе двадесетак што штампаних, што необјављених књига: од приповједака, фељтона и путописа, до пјесама, критика и полемика.
Матош је средишња личност хрватске модерне. Естетицизам и умјетничке норме су постали примарни критеријум врједновања, док је национални и друштвени ангажман, дотле практично једини кредо, остао уклопљен у цјеловитију визуру задатка хрватских писаца, који од Матоша надаље нису (осим у комунистичком раздобљу) могли да гаје претежно утилитаристички однос према умјетничком стваралаштву.

## Књижевност
У књижевност је ушао 1892. приповијетком „Моћ савјести“, која назначава почетак периода модерне. У неколико наврата писао је о својем поимању поетике прозног стваралаштва и о својим литерарним узорима. „... од новелиста највише волим гениј Поов, затим супериорну, концизну тачност Меримеову и природност Мопасанове сатире... “ изјавио је у једном писму пријатељу Милану Огризовићу. Тежњу да се нигдје не понавља, да не западне у маниризам, успио је остварити у већем дијелу својих приповједака сакупљених у три збирке и издатих редом: „Иверје“, 1899, „Ново иверје“, 1900, „Уморне приче“, 1909. С обзиром на Матошеву стваралачку технику, методе и стилске поступке у остваривању фабула приповједака, а прије свега с обзиром на тематске интересе, позната је већ стандардна подјела његовог приповједачког опуса на два темељна тематска круга: један с тематиком из домаће загребачко-загорске средине и стварним јунацима које је сретао у животу, и други с новелама бизарног садржаја с доминацијом чудака, типова потпуно индивидуалног карактера. Један и други круг повезује наглашена лирска нота и присуство љубавних мотива. Новеле једног и другог круга настајале су паралелно, истовремено, што говори да није ријеч о неком посебном еволуирању Матоша приповједача, него о његовим покушајима да на различитим темама остварује и искушава различите, како је он то знао рећи, „стилске студије“.
Добар дио елемената од којих је саткана приповједачка проза с тематиком „наших људи и крајева“, додиривање неких актуелних друштвених проблема и у гротескно-фантазијском циклусу је нашло одјека, али мотиви мистерије љубави и смрти, уопште ноктуралних стања и атмосфера, у овом другом кругу су дошла до пуног изражаја, дубље и интензивније доживљени. Посебност тих мотива огледала се у првом реду сужавањем фабулативних захвата, анализом појединачних индивидуалних судбина литерарних јунака, нестајањем површних анегдотских елемената и уношењем невјероватних догађаја и бизарних ликова, што ће условити појачану психолошку мотивацију, а потискивање социолошке у други план. Све је то резултовало чињеницом да је проза овога круга, умјесто регионалног или националног, попримила шири космополитски карактер.

### Путописи
У путописној прози Матош је један од највећих хрватских иноватора. Мотив пејзажа, не само као дио приповједачке цјелине, него и као самостална тема, новост је коју Матош, поводећи се за Баресом, уводи у хрватско прозно стваралаштво. Његов пејзаж не зауставља се само на спољњој слици, него активно укључује свог аутора: не само по лирској интонацији, по изразу који носи личну ноту и посебном фокусу кроз који аутор сагледава тај пејзаж, него нарочито по томе што сваки пејзаж обилно развија асоцијације за промишљања потпуно различитих проблема. Та изразито импресионистичка црта, гдје пејзаж добија одређену функцију да као повод емоционалном узбуђењу развије до максимума способност искричавих асоцијација - типична је за Матошеве пејзаже у готово свим његовим текстовима. Посебно се то огледа у његовим бројним путописима у којима је пејзаж искључива тема (нпр. у изванредном лирском путопису „Око Лобора“).

### Поезија
Док је новеле, путописе, критичке чланке и фељтоне писао и објављивао упоредо од самог почетка својег писања, поезијом се континуирано почео јављати у часописима доста касно, тек око 1906. године, и до краја живота написао је осамдесетак пјесама. Неоспорно је да је Бодлер био велики Матошев учитељ, од којега је преузео низ формалних елемената, и о коме је, не једном, одушевљено и писао. Осјећај и потреба за строго одређеним обликом — конкретно за форму сонета, смисао за музикалност стиха, повезивање у општи склад музике ријечи, боје и мириса, дакле осјећај за синестезију, врло префињен ритам, те измјена говорне и пјевне интонације — су спољње, видљиве одлике Матошеве поезије. Љубав и цвијет, можда двије кључне ријечи и њихово варирање, међусобно претапање и претварање чисте апстракције поимања љубави у конкретан пјеснички симбол цвијета, јављају се као доминантни мотиви у почетку Матошевог пјесничког говора. Честа појава мотива смрти у тој лирици, елегичност, суморност и баладичност многих његових стихова, интензивно осјећање пролазности и нестајања, сивило боја и звукова, сумње и доживљаји љубави као велике боли, посљедица су сукоба сна и стварности, најјаче изражених у понајбољим љубавним пјесмама „Самотна љубав“, „Дјевојчици мјесто играчке“ и „Утјеха косе“. Али, и онда кад је био највише обузет интимним дилемама и формирањем властитих концепција живота и свијета, тражењем пута до љепоте и хармоније, кад је своја емоционална стања изражавао у поетским пејзажима „Јесење вече“, „Notturno“, он је истовремено изражавао и своја патриотска осјећања која су била нераскидив, саставни дио његове личности. У својим понајбољим родољубивим стиховима „Стара пјесма“ из 1909. и „Исељеник“, разочаран по повратку у домовину (1908) малодушношћу Хрвата у куеновској и посткуеновској ери, Матош пише елегичне стихове обојене суморним доживљајем домовине. Управо осјећају за језик и његову мелодиозност, у повезивању субјективног, интимног с објективним и општим, и у посебно наглашеној тежњи за модерним изразом и лежи Матошева поетска величина.

### Критика
Уз искричав полемички дух којим се током свог списатељског пута неријетко служио у обрачунавању са многим својим савременицима, Матош је оставио дубок траг и у жанру критике и есејистике, и фељтонистике. У њима, уз наглашено импресионистички приступ дјелима појединих хрватских (Крањчевић, Видрић, Домјанић, Камов) или српских писаца (Сремац, Веселиновић, Пандуровић), Матош је неријетко износио и своје умјетничке постулате. Схватајући умјетност као синоним за лијепо, он интензитет пјесникове супериорности ријечи и израза, дакле индивидуалног пишчевог стила, узима као основни критеријум за естетско врједновање дјела. То је и разлог што не прави разлике између појединих књижевних врста: приповједачка проза, лирика и критика за њега су само умјетност из које на првом мјесту треба зрачити индивидуална личност ствараоца и његова умјешност пластичног и небаналног изражавања. Међутим, иако је полазио од изразито естетских мјерила, дакле одређеног универзалног приступа и оцјењивања, никад није занемаривао ни специфични национални критеријум у анализи писаца хрватске књижевности.
Матошево дјело је преломно у историји хрватске књижевности: без његовог заокрета и остварења, посебно на пољу критике, есеја и поезије, не би било хрватске књижевности какву познајемо. Ни Крлежа, ни Ујевић не би били могући да Матош није тргнуо хрватску књижевност из летаргије провинцијализма и увео је у матицу свјетске књижевности.

## Дјела
- Цвијет са раскршћа